# غضروف‌زایی

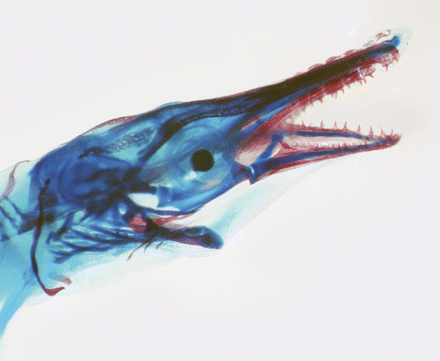
یک لارو سرسوسماری خالدار ۲۲-روزه با رنگ‌آمیزی غضروف (آبی) و استخوان (قرمز)

غضروف‌زایی یا غضروف‌سازی (به انگلیسی: Chondrogenesis)، فرآیندی است که در آن غضروف ساخته می‌شود.
در حالی که بیشتر غضروف‌های جنینی به تدریج به استخوان تبدیل می‌شوند، غضروف در مفاصل بدون استخوان برجای می‌ماند. در بزرگسالان، غضروف مفصلی هیالین به تدریج در محل اتصال بین غضروف و استخوان معدنی می‌شود.
بازسازی یا ترمیم غضروف (Cartilage repair) به دلیل نبود تحرک در سلول‌های غضروفی و کمبود خون‌رسانی به غضروف هیالین چالش‌برانگیز است. تکنیک‌های نوین شامل کاربرد سلول‌های کشت‌شده از غضروف خود بیمار یا غضروف مایع مصنوعی برای بازسازی است.

## غضروف در رشد جنین
در جنین‌زایی، سیستم اسکلتی از لایه جوانه مزودرم مشتق می‌شود. غضروف‌زایی (که همچنین به عنوان غضروف‌سازی شناخته می‌شود)، فرآیندی است که در آن غضروف از بافت مزانشیم فشرده تشکیل می‌شود، که به غضروف‌ها تمایز می‌یابد و ترشح مولکول‌هایی آغاز می‌شود که ماتریکس برون‌سلولی را تشکیل می‌دهند. این فرایند توسط فاکتورهای رونویسی مانند SOX9 و فاکتورهای رشد مانند فاکتور رشد تبدیل‌کننده بتا (TGF-β) تنظیم می‌شود.

## ترمیم غضروف
ترمیم غضروف مفصلی در بزرگسالان به دلیل ویژگی‌های ذاتی غضروف (مانند نبود عروق خونی و تحرک کم سلولی) دشوار است. روش‌های نوین شامل استفاده از سلول‌های بنیادی مزانشیمی (MSCs)، مهندسی بافت و تحریک فاکتورهای رشد است.